# Presly
Presly é uma comuna francesa na região administrativa do Centro, no departamento Cher. Estende-se por uma área de 68 km². Em 2010 a comuna tinha 233 habitantes (densidade: 3,4 hab./km²).